# Нікітенко Надія Миколаївна
Наді́я Микола́ївна Нікіте́нко (нар. 2 грудня 1944, Київ) — українська історикиня-культурологиня, музеєзнавиця, докторка історичних наук (2003), дослідниця Софії Київської. Професорка (2005). Заслужений працівник культури України (2009). Лауреатка Всеукраїнської літературно-мистецької премії «Київська книга року» у номінації "Історична література" (2023).

## Біографія
Народилася у сім'ї заслуженого тренера України з футболу Заворотного Миколи Кириловича, який походить з козацької родини Чернігівського полку. По лінії матері Заприводи (Доссі) Людмили Овсіївни походить з понтійських греків (ромеїв) і запорозьких козаків. Спочатку навчалася у ЗОШ № 19 м. Кіровограда, потім — у ЗОШ № 2 м. Рівного, закінчила Черкаську ЗОШ № 5.
У 1968 р. закінчила історичний факультет Київського університету. У 1968—1977 рр. працювала науковою співробітницею у музеях Керчі і Кривого Рога, відповідальною секретаркою правління Керченської міської організації УТОПІК. З грудня 1977 року працює на наукових посадах в Національному заповіднику «Софія Київська». 1993 року захистила кандидатську «Историческая проблематика в росписи Софии Киевской» (Ин-т всеобщей истории РАН, Москва, наук. керівник академік РАН Г. Г. Литаврін), а 2002 р. — докторську дисертацію «Русь-Україна і Візантія у монументальному комплексі Софії Київської: історико-соціальний та етноконфесійний аспекти» (Інститут української археографії та джерелознавства ім. М. С. Грушевського НАН України, Київ). Викладала історію та культуру Візантії, Київської Русі, середньовічної України й Києва у Національному університеті «Києво-Могилянська Академія» (1994—2006), а також музеєзнавство у Київському національному університеті культури та мистецтв (1997—2002). Виховала плеяду молодих науковців.
Комплексно досліджує Софію Київську як феномен духовної культури та унікальне історичне джерело. Відкрила та всебічно обґрунтувала факт виникнення Софії в 1011—1018 роках, на зламі правлінь хрестителя Русі Володимира Великого і його сина Ярослава Мудрого. Таке датування, що отримало значний суспільний резонанс і підтримку багатьох науковців, стало підставою для святкування 1000-річчя Софії. У вересні 2011 року за рішенням 35-ї сесії Генеральної конференції ЮНЕСКО (жовтень 2009) та за Указом Президента України від 11 червня 2010 р. на міжнародному та загальнодержавному рівнях урочисто відзначено 1000-річчя заснування Софійського собору Визначила зміст унікальних світських фресок Софії Київської – княжого сімейного  портрета в центральному нефі і розлогого циклу фресок сходових веж. На портреті зображено вхід у собор родини його будівничого Володимира  Великого,  у вежах – укладення династичного шлюбу  князя Володимира і візантійської принцеси Анни в 988 р. Вперше висунула та обґрунтувала гіпотезу про 1000-річчя Золотих воріт з надбрамною церквою та оборонним земляним валом, що виникли одночасно з Софією Київською як невід'ємні частини єдиного містобудівного комплексу, задуманого і розпочатого Володимиром та завершеного Ярославом.
Має державні, церковні та суспільні нагороди. 12 травня 2009 року надано звання «Заслужений працівник культури України» — за значний особистий внесок у збереження пам'яток історії та культури України, багаторічну сумлінну працю на ниві розвитку музейної справи . Нагороджена Почесною відзнакою Міністерства культури і мистецтв України «За досягнення в розвитку культури і мистецтва» (2004), Орденом преподобного Агапіта Печерського (2007) та орденом Святої Великомучениці Варвари II ступеня Української Православної Церкви (2011), вищою суспільною нагородою України "Орденом Королеви Анни «Честь Вітчизни» (2010; 2021), Золотою медаллю Міністерства культури Республіки Вірменія «За внесок у розвиток вірмено-українських культурних зв'язків» (2016). 
Чоловік — Нікітенко Михайло Михайлович (нар. 1941), історик-археолог, донька — Нікітенко Мар'яна Михайлівна (нар. 1968), к.і.н., музейниця, дослідниця Києво-Печерської лаври.
У червні 2012 р. змушена була тимчасово піти із Софійського заповідника через репресивні дії його нового керівництва. З травня 2015 р. знову працює у заповіднику, очолює науково-дослідний відділ «Інститут „Свята Софія“».

## Праці
Надія Нікітенко є авторкою понад 30 монографій і книжок та понад 300 статей. Монографії й основні публікації:
- Свята Софія Київська: новий погляд на її історію, архітектуру та розпис. (Ottawa, 1996). — 98 с. Окремий відбиток з журналу «Logos»;
- Русь и Византия в монументальном комплексе Софии Киевской: Историческая проблематика. К., 1999. 294 с.;
- Собор Святої Софії в Києві. — К., 2000. — 230 с.;
- Свята Софія Київська: історія в мистецтві. — К., 2003. — 334 с.;
- Від Царгорода до Києва: Анна Порфірородна; Ціна київського трону. — К., 2007. — 264 с.;
- Святая София Киевская. — К., 2008. — 384 с.;
- Собор Святой Софии в Киеве. — М., 2008. — 272 с.;
- Мозаика «Святительский чин» Софии Киевской и ее духовно-исторический смысл // Успенские чтения. — Київ, 2008. — С. 80-97;
- Князь Владимир как «Новый Константин» в стенописи Софии Киевской // Успенские чтения. — Киев, 2009. — С. 199-222;
- Датування «Слова» митрополита Іларіона в контексті новітніх досліджень Софії Київської. — Київ, 2010. — Т. 18. — С. 125-134;
- Відкриття нових сюжетів у капелі Івана Мазепи в Софії Київській // Могилянські читання 2009. Зб. наук. праць Нац. Києво-Печерського історико-культурного заповідника. — Київ, 2010. — С. 94-101;
- Новые эпиграфические исследования и вопросы персонификации однофигурных женских фресок в северо-западной части Софии Киевской // Кондаковские чтения — ІІІ. Человек и эпоха: античность — Византия — Древняя Русь. Материалы III Международной научной конференции. Белгород, 2010. — С. 339—357 (у співавторстві з В. Корнієнком);
- Secular Frescos of St. Sophia of Kiev: a new attribution // Proceedings of 22nd International Congress of Byzantine Studies. Sophia, 22 — 27 August 2011. Vol. III;
- Княжий знак-графіті в північній галереї // Пам'ятки України: Софія Київська: 1000-річчя (№ 3-4, липень-грудень 2011. — С. 44-49. У співавторстві з Корнієнком В.);
- Образи засновників Софії Київської в сюжетах її бічних вівтарів // Матеріали V-х Міжнародних науково-практичних Софійських читань «Духовний потенціал та історичний контекст християнського мистецтва», присвячених 75-річчю Національного заповідника «Софія Київська», м. Київ, 28-29 травня 2009 р. — Київ, 2011. — С. 129-147;
- Нове дослідження поховання з саркофага Ярослава Мудрого в Софії Київській // Софія Київська: Візантія. Русь. Україна. Збірка статей на пошану д. іст. наук, проф. Н. М. Нікітенко. — К, 2011. — С. 72-85 (у співавторстві з Куковальською Н. і Марголіною І.);
- Мать и Сын в храмовом образе Софии Киевской // Успенские чтения. — Киев, 2012. — С. 385—395;
- От Царьграда до Киева: Анна Порфирородная. Мудрый или Окаянный? К 1025-летию крещения Руси. Київ, 2012. Друга та третя редакції укр., рос. та вірменською мовами (Київ-Єреван, 2015—2017 рр.);
- Древнейшие граффити Софии Киевской и время ее создания. — Київ, 2012. У співавт. з В. Корнієнком;
- Фрески «Ритуальное убийство медведицы» и «Готские игры» в северной башне Софии Киевской: новое осмысление сюжетов // Софія Київська: Візантія. Русь. Україна. Вип. ІІ: зб. наук. праць, присвячена 150-літтю з дня народження Дмитра Власовича Айналова (1862—1939). — Київ, 2012. — С. 301—325.
- Реліквія Чесного Хреста і фрески Софії Київської // Могилянські читання. Зб. наук. праць Нац. Києво-Печерського історико-культурного заповідника. — Київ, 2012. — С. 83-93 (у співавторстві з В. Корнієнком).
- Композиція «Перший Вселенський собор» у Софії Київській // Пам'ятки України. 2013. № 2 (184). — С. 54-63.
- Таємниці гробниці Ярослава Мудрого; за наук. ред. Н. М. Нікітенко та В. В. Корнієнка. — К., 2013. — 76 c. (у співавторстві).
- София Киевская и ее создатели: тайны истории. Каменец-Подольский, 2014. — 248 с.
- Собор святых Софии Киевской. — К., 2014. — 336 с. (в соавторстве с В. В. Корниенко)
- Бароко Софії Київської. — К., 2015. — 272 с.
- Мозаїки Софії Київської. — К., 2016. — 192 с.
- Під покровом Оранти. — К., 2016. — 96 с.
- Софійський собор. Путівник. Укр., англ., рос. мовами. К., 2001; 2007; 2009; 2011; 2015; 2018. 96 с.
- Світські фрески Софії Київської. Таємничий код історії. — Харків, 2017. — 248 с.
- Мозаїки та фрески Софії Київської. — К., 2018. — 396 с.
- Никитенко Н. Н. Новая датировка Софии Киевской: конструктивная критика или профанация концепции? / Н. Н. Никитенко, В. В. Корниенко, Т. Н. Рясная ; НАН Украины, Ин-т укр. археографии и источниковедения им. М. С. Грушевского, Нац. заповедник «София Киевская». — Киев: б. и., 2012. — 47 с.
- Нікітенко Н. М. Софії Київській 1000 років / Надія Нікітенко ; Нац. заповідник «Софія Київська». — Київ: Горобець, 2011. — 32 с.
- 1000-річчя Золотих воріт// Православ'я в Україні: Збірник матеріалів VI Міжнародної наукової конференції, присвяченої 1000-літтю духовних зв'язків України з Афоном (1016—2016 та 25-літтю Помісного собору Української Православної Церкви (1-3 листопада 1991 р.). — К.: Київська православна богословська академія, 2016. — С. 694—702.
- Нікітенко Н. Ангели Софії Київської. — К., 2019. — 304 с.
- Нікітенко Н. Софія Київська у Хроніці Тітмара Мерзебурзького// UCRAINICA MEDIAEVALIA. Vol. 2/3, 2019/20. — С. 37-52.
- Нікітенко Н. М. Автографи Володимира Великого в Софії Київській // Софійський часопис. Вип.4. Матеріали Х міжнародної науково-практичної конференції «Софійські читання», присвяченої 85-річчю Національного заповідника «Софія Київська» (1934—2019) і 90-річчю музею «Кирилівська церква» (1929—2019) (м. Київ, 19 — 20 вересня 2019 р.). — К., 2020. — С. 7-18.
- Нікітенко Н. М. Датування Софії Київської і «міста Ярослава» за результатами натурних досліджень // Софійський часопис. Вип.4. Матеріали Х міжнародної науково-практичної конференції «Софійські читання», присвяченої 85-річчю Національного заповідника «Софія Київська» (1934—2019) і 90-річчю музею «Кирилівська церква» (1929—2019) (м. Київ, 19 — 20 вересня 2019 р.). — К., 2020. — С. 58–76.
- Нікітенко Н. Володимир Великий і Анна Порфірородна як «нові Костянтин і Олена» у фресковому розписі Софії Київської // Наукові записки НАУКМА. Історія і теорія культури. — К., 2020. — Т. 3. — С. 36-42.
- Нікітенко Н. Тератологічний сюжет орнаменту південної вежі Софії Київської // Наукові записки НАУКМА. Історія і теорія культури. — К., 2021. —  Т. 4. — С. 70-79.
- Нікітенко Н. Володимир Великий на фресках Софії Київської // Софійський часопис. Вип.5. Збірник статей за матеріалами IX Судацької міжнародної наукової конференції «Причорномор'я, Крим, Русь», присвяченої 100-річчю від дня народження архітектора Є. І. Лопушинської (м.Київ, 24-25 вересня 2020 р.). — К., 2021. — С. 7-31.
- Нікітенко Н. Софія Київська Володимира Великого. Наукова монографія. — К., 2022. — 588 с.
- Нікітенко Н. Свята Софія Київська: 1011 - 1018 (укр., англ. мовами). — К., 2023. — 352 с.
- Нікітенко Н. Правда історії в графіті на фресках Софії Київської: нове прочитання найдавніших написів // Наукові записки НаУКМА. Історія і теорія культури. Том 6 (2023). — С. 79-88.